# Germain Boffrand

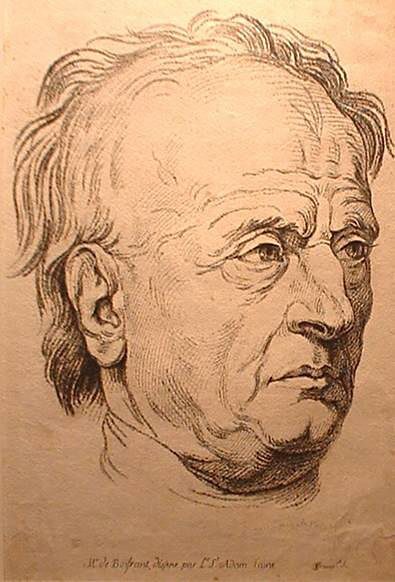
Germain Boffrand

Germain Boffrand (geboren als Geoffrey de Boffrand; Nantes, 16 mei 1667 – Parijs, 19 maart 1754) was een van de bekendste Franse architecten uit zijn tijd. Als leerling van Jules Hardouin-Mansart was Germain Boffrand een van de oprichters van de rococo, ook de style régence genoemd. In tegenstelling tot het interieur die op rococo is gebaseerd, gebruikt Boffrand voor het exterieur Late Barok met vernieuwingen in ruimtelijke gebruik. In 1745 werd het Livre d’Architecture gepubliceerd.

## Leven en werk
Germain Boffrand werd geboren te Nantes tijdens de eerste jaren van het koningschap van Lodewijk XIV. Zijn vader was architect en beeldhouwer. Zijn nonkel, de dichter Philippe Quinault, stelde Boffrand voor aan toekomstige klanten in het Parijse milieu. Er is weinig geweten over de studies die Boffrand aflegde. Wel was hij voor een korte tijd leerling van de beeldhouwer François Girardon en voor een lange tijd een leerling van de architect Jules Hardouin-Mansart.
Germain Boffrand was zeer aanwezig in de architectenwereld van het einde van de 17e eeuw tot de helft van de 18e eeuw. Hij speelde een belangrijke rol in het verspreiden van de Franse stijl in de 18e eeuw in Europa, style régence genoemd. Hijzelf was een van de hoofdontwerpers van de style régence. Er werd bijzonder veel aandacht geschonken aan meubilair en ornament. Deze stijl evolueerde later in de rococostroming (1720-1775).
Boffrand was ook een schrijver. Hij schreef een komedie, Les bains de la Porte Saint-Bernard, een biografie van zijn nonkel en de tekst voor zijn Livre d'Architecture. Hij was geïnteresseerd in de technologie, de metallurgie en in het smelten van brons. Zijn kennis van het perspectief werd door Mansart geapprecieerd. In 1689 werd Boffrand aangenomen onder leiding van Mansart en werkte mee aan de oranjerie van het paleis van Versailles en aan de Place Vendôme. Na de dood van Mansart en Lodewijk XIV werd Boffrand een onafhankelijke architect. Hij kocht stukken grond op in residentiële wijken, wetende dat het voordelig is om de grond te bezitten alvorens een kapitalist er een bouwwerk wil plaatsen.
In 1709 werd Boffrand lid van de Académie Royale d’Architecture. Vele vorsten van Duitsland namen Boffrand aan als hun architect. Zijn manier van bouwen benaderde die van Andrea Palladio. Als ingenieur en inspecteur van bruggen en snelwegen heeft hij vele bruggen, sluizen, kanalen en andere mechanische werken gerealiseerd. Hij schreef een nieuwsgierig en nuttig boek, dat de principes van de architectuur bevatte: Livre d’Architecture.
De architecten die in zijn atelier werden getraind waren François Dominique Barreau de Chafdeville, Charles-Louis Clérisseau en Emmanuel Héré de Corny.
Bij zijn leerling Charles-Louis Clérisseau is Boffrand zijn stempel terug te vinden in die mate dat hij op het gebied van interieurinrichting rijkelijk ornamenteerde.
In 1749 kreeg Boffrand een beroerte, 5 jaar later sterft hij in Parijs.

## Boffrand als architect
In 1689 werkte Boffrand onder leiding van Mansart aan de Oranjerie van het Paleis van Versailles en de Place Vendôme te Parijs. Als tekenaar was hij verantwoordelijk voor de eerste tekeningen. In 1699 verliet hij het Bâtiments du Roi zodat hij kon beginnen te werken in Lorraine. Het eerste gebouw van Boffrand en een van zijn bekendste werken is het Hôtel Le Brun. Op het fronton staan beelden van onder andere Apollo en Minerva, die een passende uitstraling geven aan het gebouw dat moest voldoen aan de wensen van de gegoede klasse. Boffrand schreef in zijn Livre d'Architecture dat gebouwen hun doel te kennen dienen te geven door hun ontwerp, structuur en decoratie. Als ze dat niet doen zijn ze niet geslaagd. De functie van een gebouw moet men rechtstreeks van de gevel kunnen aflezen.
Zijn tweede werk was het Hôtel d'Argenton in 1704. Met dit ontwerp wilde hij ruimte bieden aan alle lagen van het sociale leven met zijn persoonlijke noden en rituelen. Boffrand had respect voor het verleden en de traditie en wilde daarin zo weinig mogelijk wijzigingen aanbrengen. Hij geloofde dat gebouwen de sociale hiërarchie en de cultuur van die tijd moesten weerspiegelen.
Boffrand was hoofdarchitect van gebouwen waarvan vele de tand des tijd overleefden, zoals het Hôtel Amelot in Parijs en het Château de Haroué bij Nancy. Een bouwproject waarmee hij echter de geschiedenisboeken haalde is de restauratie van het Petit-Luxembourg; hij vergrootte het door er een oostvleugel aan toe te voegen en decoreerde het gebouw volledig. Dit gebouw is nu de residentie van de voorzitter van de Franse senaat.
Boffrand bouwde een aantal paleizen voor hoogwaardigheidsbekleders. Hij werkte in dienst van de Duitse vorst Maximiliaan II Emanuel van Beieren. Voor deze vorst ontwierp hij een jachtpaviljoen (1713). Daarnaast bemoeide hij zich ook met stedenbouw. Zijn stedenbouwkundige ontwerpen omvatten grootse pleinen om de macht van de heersers uit te drukken.
Benoemd als hoofdarchitect van het Hôpital Général in 1724, bouwde hij op het Île de la Cité een indrukwekkend vondelingentehuis, het Hôpital des Enfants Trouvés (in 1727 verwoest). Hij werkte ook mee aan de hospitalen van Salpêtrière, Bicêtre en Hôtel-Dieu, die alle nog bestaan.
Tijdens zijn loopbaan ontwierp hij tevens de interieurs, waaronder dat van het Hôtel de Soubise (1735).Bestaande interieurs werden vervangen door Boffrands spectaculair decoratiewerk. Deze werden later hét voorbeeld voor de rococostijl.

## Werken van Boffrand
| Jaar | Bouwwerk                                                                                  |
| ---- | ----------------------------------------------------------------------------------------- |
| 1685 | Samenwerking met Jules Hardouin-Mansart aan de oranjerie van Versailles                   |
| 1690 | Tekeningen van les Bâtiments du Roi                                                       |
| 1692 | Architect van de Place Louis-le-Grand (Vendôme)                                           |
| 1700 | Hôtel Lebrun, Parijs                                                                      |
| 1704 | Hôtel d’Argenton (= d’Argenson), Koninklijk Paleis                                        |
| 1704 | Hôtel de Mesme, Maurais                                                                   |
| 1705 | Décoratie van het Koninklijk Paleis te Brussel                                            |
| 1705 | Project voor het kasteel van Tervuren                                                     |
| 1707 | Hôtel de Mayenne, Marais (decoratie)                                                      |
| 1708 | Hôtel de Canillac, Marais                                                                 |
| 1709 | Lid van de Académie Royale d’Architecture                                                 |
| 1709 | Église de la Merci (voorgevel)                                                            |
| 1709 | Petit-Luxembourg                                                                          |
| 1709 | Hôtel de Livry, Marais (restauratie)                                                      |
| 1709 | Kasteel van Lunéville                                                                     |
| 1710 | Hôtel Amelot, voorstad van Saint-Germain                                                  |
| 1711 | Hoofdarchitect van de hertog van Lotharingen                                              |
| 1711 | Kasteel van Haroué, Lotharingen                                                           |
| 1711 | Hôtel de Duras                                                                            |
| 1711 | Hôtel de Broglie, voorstad van Saint-Germain                                              |
| 1712 | Architect van l’Arsenal                                                                   |
| 1712 | Architect van het Paleis van Justitie                                                     |
| 1712 | Hôtel de Villars, voorstad Saint-Germain                                                  |
| 1712 | Kasteel van La Malgrange, Nancy                                                           |
| 1712 | Kasteel van Commercy, Lotharingen                                                         |
| 1712 | Kasteel van Croismare, Lotharingen                                                        |
| 1713 | Hôtel de Torcy en Hôtel Seignelay, voorstad van Saint-Germain                             |
| 1713 | Maison de Blair, Koninklijk Paleis (trap)                                                 |
| 1713 | Maison de l’Électeur de Bavière, Saint-Coud (decoratie)                                   |
| 1713 | Chanoinesses de Bellechasse, voorstad Sain-Germain                                        |
| 1714 | Maison de plaisance du Prince de Rohan-Soubise, Saint-Ouen                                |
| 1714 | Paleis van de Hertogen, Nancy                                                             |
| 1714 | Hôtel de Craon, Nancy                                                                     |
| 1714 | Hôtels de Ferrari et de Custine, Nancy                                                    |
| 1716 | Maison Le Boiteulx, Marais                                                                |
| 1718 | Hôtel de Soissons, Halles                                                                 |
| 1719 | Kasteel van Lunéville (reconstructie, decoratie van de nieuwe kapel)                      |
| 1719 | Kasteel van Cramayel-en-Brie (modernisatie, grachten, park)                               |
| 1720 | Koopt la Seigneurie de Thuillières, Vosges                                                |
| 1721 | Primatiale, Nancy                                                                         |
| 1722 | Kasteel van Boissette, Melun                                                              |
| 1723 | Primatiale, Nancy (torens)                                                                |
| 1723 | Decoratie van de La Grande Chambre van het Paleis van Justitie                            |
| 1723 | Ingenieur: Ponts-et-Chaussées                                                             |
| 1724 | Architect en directeur: l’Hôpital Général                                                 |
| 1725 | Notre-Dame, Parijs (restauratie van de gewelven)                                          |
| 1725 | Pont de Joigny-sur-Yonne (reconstructie)                                                  |
| 1726 | Hôtel d’Argenson (= d’Argenton) (transformatie, salon)                                    |
| 1727 | Chapelle de Noailles, Notre-Dame                                                          |
| 1727 | Primitiale, Nancy (kroonlijsten van de gevel)                                             |
| 1729 | Pavillon de la duchesse du Maine, Arsenal                                                 |
| 1730 | Ponts de Bray-sur-Seine                                                                   |
| 1730 | Montereau-faut Yonne (restauratie)                                                        |
| 1735 | Hôtel de Soubise (ovale salons en decoratie van de appartementen van de prins en prinses) |
| 1735 | Pont de Villeneuve-sur-yonne (reconstructie)                                              |
| 1738 | Project voor het Palais Törring, München                                                  |
| 1738 | Project voor het Arsena, Lyon                                                             |
| 1738 | Ponts de Sens (reconstructie)                                                             |
| 1738 | Ponts-sur-Yonne (reconstructie)                                                           |
| 1739 | Kolommen ter herdenking van de eerste vergadering van Louis XV en Maria                   |
| 1739 | Letzinska, Moret-sur-Loing                                                                |
| 1742 | Hoofdingenieur: Ponts-et-Chaussées                                                        |
| 1743 | inspecteur: Ponts-et-Chaussées                                                            |
| 1743 | Chapelle de la Communion, Saint-Merry                                                     |
| 1743 | Porte Saint-Jean, Melun                                                                   |
| 1745 | Église du Saint-Esprit, Place de Grêve (reconstructie)                                    |
| 1746 | Hôpital des Enfants-Trouvés dans la Cité                                                  |
| 1748 | Place Louis XV, Parijs                                                                    |
| 1751 | Porte du Cloître Notre-Dame                                                               |
| 1753 | Project: La Place de Louis XV                                                             |

## Boffrand als auteur

### Livre d’architecture
Germain Boffrand beoefende naast het beroep van architect ook het beroep van schrijver uit. Een van de meest prestigieuze en omvangrijke werken uit zijn carrière is ongetwijfeld “Livre d’architecture”.
Het architectuurtraktaat werd gepubliceerd in 1745 en diende onder meer om de Franse ‘Louis XIV-stijl’ te verspreiden in Europa. In de geschiedschrijving is het omgeschreven als een werk van grote originaliteit. In dit werk komen belangrijke termen zoals «caractère» aan bod en het legt de principes van de architectuurtheorie uit in combinatie met de voorstelling van zijn primaire bouwwerken die hij gedurende zijn loopbaan gerealiseerd heeft.
Er zijn twee versies die tot op de dag van vandaag de geschiedenis hebben doorstaan. De Frans-Latijnse versie en de Latijnse versie.
Het traktaat is verdeeld in 4 delen:
- De verschillen in goede smaak in architectuur
- Principes afkomstig van ‘The Art of Poetry’
- Een essay over de proporties en de ordes gebruikt in de façades van gebouwen
- De interieurdecoratie en de meubels

#### Het doel en het doelpubliek
Het centrale doel van het traktaat is enerzijds de zoektocht naar de ontwerpprincipes die uitgaan van goede smaak en schoonheid en anderzijds de correcte proporties van de ordes definiëren. Hier wil hij direct een statement naar voor halen door echt te benadrukken dat het de schoonheid van architectuur is die belangrijk is en niet de manier of de techniek om die te maken.
Het is dus geen traktaat dat perfecte architectuur associeert met het gebruik van de correcte materialen of de ideale proportie-eenheden. De connectie tussen proportie en schoonheid zoekt hij echter niet door de analyse van antieke monumenten, in tegenstelling tot andere theoretici uit dezelfde periode.
Aangezien de Boffrand sinds 1709 lid was van de Académie royale d'architecture en daar een vooraanstaande functie bekleedde, past dit werk ook perfect in het thema dat de Académie beoogde.
De Académie stond namelijk in voor de uniformisering van de Franse architectuur. Aangezien architectuur nu ook onderricht kon worden, werd een basismodule opgesteld dat moest opgevolgd worden over het hele rijk en Boffrand speelde daar ook een zekere rol door zijn positie.
Het doelpubliek van zijn werk gaat meer uit naar zijn medearchitecten van zijn tijd en is dus geen handboek voor de amateurs onder hen, studenten of toekomstige klanten.

#### Smaak
De grote originaliteit in zijn werk komt voort uit het feit dat hij een van de eerste was die een systematische uitzetting gaf over wat smaak behoort te zijn in de Franse architecturale theorie. Subjectiviteit en ‘je-ne-sais-quoi’ hoort daarbij niet in het rijtje. De basis van architectuur ligt in de natuur en de historie.
In zijn werk bewijst hij dat hij Vitruvius gelezen heeft en zijn werk kent, maar is het daarom niet altijd eens met zijn stellingen, door het feit dat hij gelijkaardige termen aanhaalt zoals ‘commodity’ en ‘common sense’. Vitruvius gebruikte hier de termen ‘firmitas’ en ‘utilitas’ voor. Maar wanneer Vitruvius het heeft over ‘venustas’, wat neerkomt op het feit dat de schoonheid van gebouwen ligt in de symmetrie en der verhoudingen van de proporties, dan heeft Boffrand het over ‘proportie en decorum’, wat wil zeggen dat de principes van het gebouw gebaseerd zijn op het gebouw zelf, afkomstig uit de historie en de natuur. Natuur en historie zijn volgens Boffrand een van de belangrijkste principes die we moeten hanteren, maar deze zijn niet het enige waar we mee rekening moeten houden. Voor het interieurdesign bijvoorbeeld moeten we alles ontwerpen op zo’n manier dat alles geproportioneerd is volgens het gebruik. ‘Common sense of gezond verstand’, ‘decorum’ en goede proporties zijn dus ook elementen, maar de locatie, het reliëf en de afstand vanwaar het wordt bekeken kunnen de architect dwingen om de proportieverhouding te veranderen...

#### De stijl
Klassieke appreciatieAlgemeen kunnen we stellen dat de Klassieke architectuur de norm is voor Boffrand en dat is ook te zien aan zijn ontwerpen. Hieruit haalde hij dan ook zijn inspiratie met de klassieke auteurs als achtergrond en houvast. In de 17e en 18e eeuw krijgt men op sluipenderwijze een heropwaardering van de gotiek met als gevolg dat Boffrand hier ook bepaalde elementen van ging overnemen in zijn ontwerpen. Men had de gotiek als gegeven en men vond het beter er iets mee te doen, dan ze er onaangeroerd te laten bijliggen. Op die manier en in die context probeerde Boffrand net zoals vele andere de gotiek en het classicisme aan elkaar te verbinden. Door aan te tonen dat de basiselementen waarop de gotiek gebaseerd is, elementen zijn die eigen zijn aan de Franse bevolking, wil men aantonen dat gotiek de Franse architectuur kan verrijken.
Style régenceTevens was hij een van de voorlopers van de scheppers van het Rococo, die ‘Style Régence’ wordt genoemd. Die stijl hanteerde hij tevens in zijn interieur door het gebruik van sterk verfijnd stucwerk, terwijl een combinatie van laat-barokke en classicistische elementen het exterieur moesten bekleden met enkele vernieuwingen in de ruimtelijke plannen die heel uitzonderlijk waren voor Frankrijk.
Boffrands stijlprincipesDe architectuur moet volgens één bepaalde stijl behandeld worden en moet op principes van symmetrie en verhouding beantwoorden. Een gebouw moet harmonisch zijn, dit komt neer op het feit dat de verschillende partijen van een gebouw aan een geheel moeten beantwoorden: « un édifice parait monstrueux lorsque toutes les parties ne sont pas en accord parfait et ne s’unissent pas au tout ». Een gebouw moet in dezelfde geest en in dezelfde architecturale stijl verwezenlijkt worden. Boffrand weigert bijvoorbeeld om verschillende ordes met elkaar de combineren. Hij hemelt een klassieke architectuur in de voorgevels van de gebouwen op en zelfs een terugkeer naar de antieke vormen zoals eerder vermeld.

#### Principes
De basisprincipes die vervat zijn in de kunst en architectuur van de Grieken en de Romeinen in de vorige paragraaf zijn voor Boffrand de fundamenten voor de garantie van goede architectuur. Deze principes gaat hij verder ontwikkelen in zijn 2e hoofdstuk ‘Les Principes tirés de l’art Poétique d’Horace’ van zijn traktaat. De titel spreekt al voor zich; hij zal dus zijn principes verder laten bloeien door ze te linken aan de kunsten van de poëzie met als grote voorbeeld Horatius. De discussie die tijdens de renaissance iedereen bezig hield, namelijk welke van de 3 hoofdkunsten (architectuur, schilderkunst en beeldhouwkunst) de nobelste is, zal hij hier terug ten tonele voeren.
Boffrand zal in dit hoofdstuk ook wijzen op de nauwe band tussen de beeldhouwkunst, schilderkunst en de poëzie, die als « sœurs » worden beschouwd.
Opnieuw hier komt de originaliteit van zijn werk naar boven. Boffrand gaf zijn thema een nieuwe en nooit gelinkte levenskracht door architectuur niet te associëren met een vorm van poëzie maar bijna letterlijk met theater; mede omdat gebouwen enerzijds functioneren als ‘stage’ en omdat ze anderzijds op bepaalde momenten zelf als acteur kunnen fungeren. Zij laten het opvoeren van schouwspelen toe maar kunnen in andere contexten zelf het schouwspel worden.
Deze connotatie was zeer belangrijk voor het begin van de schoonheid van het karakter van gebouwen in de late 18e eeuw.
Verder associeerde hij architectuur ook met taal en retoriek. Hierin was hij echter niet uniek aangezien onder andere Claude Perrault, Augustin-Charles d’Aviler, Charles Batteux en Roger de Piles dit ook al hadden gedaan. Hij was echter wel uniek in het feit dat hij architectuur direct koppelde aan ‘The art of Poetry’ van Horace. Volgens hem bezit de architectuur een architecturale taal die verschillende stijlen kan ontwikkelen en kan ingezet worden met de verschillende dichterlijke stijlen die sinds de Oudheid bestaan. De architectuur bezit een grammatica, een vocabulaire dat nauwkeurig deze regels volgt en dat aan deze architectuur zijn “caractère” zal ontlenen.
De architectuur moet volgens Boffrand ook kunnen communiceren - zoals de poëzie dat kan - een gevoel uitdrukken en zijn functie aankondigen aan de toeschouwer. « Ces différent édifices par leur disposition, leur structure, par la manière dont ils sont décorés, doivent annoncer au spectateur leur destination ; et s’ils ne le font pas, ils pêchent contre l’expression, et ne sont pas ce qu’ils doivent être. »
De toevoeging ervan in zijn Livre d’Architecture concentreert zich op decorum en karakter van architectuur en niet op de schilderkunst in tegenstelling tot anderen die hiervoor bakken kritiek over zich kregen.

#### Een essay over de proporties en de ordes gebruikt in de façades van gebouwen
Door de toevoeging van dit hoofdstuk in zijn traktaat met als onderwerp "optische correctie in gebouwen" dat wordt aangesneden, maakt hij een rechtstreekse aanval op de autoriteit van Vitruvius.
De correctie van de proporties van de ordes om optische redenen was nooit een onderwerp bij Vitruvius. In zijn tijd werden daar toen al enige discussies ten tonele voor gevoerd en in boek 3 van XX bespreekt hij kort hoe je de diameter van de kolommen kan vergroten wanneer de afstand tussen beide vergroot en omgekeerd wanneer de hoogte van de kolommen toeneemt. Vitruvius zei: “Thus where the eye deceives us, reasoning must compensate.”
Een paar eeuwen later deed Serlio hier ook een uitspraak over:
“The principal guideline, some would say, is that the projection of the pedestal of the column placed above should not come further out than the thickness of the column underneath it, and that the projection of the base of the column rests upon the shaft of the pedestal. … However, because this second storey would be greatly diminished with respect to the first, another floor above would not be suitable because of the large diminution that would ensue.”
Enkel Perrault zei dat het menselijk oog bedriegen zeer moeilijk is en daarom is het onnodig om optische correctie toe te passen.
Boffrands mening sloot deels aan bij die van Vitruvius en anderen maar hij verschilde van mening door een verlangen om het individueel verlangen te behagen. Maar anderzijds zei hij dat het bijna onmogelijk is om regels op te stellen voor de optische correctie van gebouwen, aangezien het sterk afhangt van de precieze locatie van de toeschouwer en dat is bijna onmogelijk te controleren door een architect. ‘Gezond verstand’ is daarom voor Boffrand een van de uitgangspunten om dit probleem aan te pakken.

#### Boffrands invloed
Door Boffrands bevoorrechte functie aan de Académie – onder meer door het feit dat hij onderricht gaf aan studenten -, zijn vele bouwwerken en de traktaten die hij geschreven heeft gedurende zijn loopbaan heeft hij een vergaande invloed nagelaten. Veel 18e-eeuwse architecten hebben onder zijn invloed enkele van zijn gebouwen nagemaakt of gewoonweg bijna volledig gekopieerd. Enkele voorbeelden: Juvarra, Clérisseau.
Veel van zijn theoretische ideeën of standpunten zijn overgenomen door leerlingen van hem: Louis-Boullée, Pierre Patte, Jacques-François Blondel. Maar de humanistische onderliggende noot in zijn formuleringen zijn weliswaar achterwege gelaten.